# Blunt Cove
Die Blunt Cove ist eine Nebenbucht der Vincennes Bay im Bereich der Knox-Küste des ostantarktischen Wilkesland.
Der US-amerikanische Kartograf Gardner Dean Blodgett kartierte sie anhand von Luftaufnahmen der Operation Highjump (1946–1947). Das Advisory Committee on Antarctic Names benannte sie 1955 nach Simon Fraser Blunt (1818–1854), Midshipman auf der USS Vincennes bei der United States Exploring Expedition (1838–1842) unter der Leitung des US-amerikanischen Polarforschers Charles Wilkes.